# Al-Aszarina
Al-Aszarina (arab. العشارنة) – miejscowość w Syrii, w muhafazie Hama. W 2004 roku liczyła 6347 mieszkańców.